# Станіславський Володимир Романович
Володимир Романович Станіславський (нар. 1835, Київ — пом. 1884, Київ) — службовець бібліотеки Київського університету Святого Володимира, протягом кількох десятиріч регент у церковній каплиці університету.
Станіславський — один з перших керівників хорового осередку, створеного в 1843 в університеті Святого Володимира в Києві (нині Народна хорова капела «Дніпро»). Перший виконавець літургії Петра Чайковського (8 квітня 1879).